# Santuario di Maria Santissima dei Lattani
Il santuario di Maria Santissima dei Lattani è un santuario mariano sito nel territorio del comune di Roccamonfina, in Campania.

## Storia
Il santuario fu fondato nel 1430 da san Bernardino da Siena e san Giacomo della Marca, che vi erano giunti in seguito alla notizia del ritrovamento di una statua della Vergine nello stesso anno o in quello precedente. Venne edificata una prima cappella rurale, quindi una prima chiesa, allargata poco dopo nelle forme attuali tra il 1448 e il 1507.
Nel 1446 papa Eugenio IV affidò il convento, sorto nel frattempo, ai Francescani.
Nel marzo 1970 il santuario fu elevato da papa Paolo VI alla dignità di basilica minore.

## Descrizione
Gli edifici del santuario si aprono su un ampio cortile interno, aperto sul panorama. Vi si affacciano la chiesa, il convento e un edificio costruito al momento della fondazione, detto "Protoconventino" o "romitaggio di San Bernardino", recentemente restaurato nelle forme originali.
La facciata della chiesa, preceduta da un grande protiro con arco a tutto sesto, conserva l'originale porta lignea del 1507. L'interno, ad unica navata, divisa in campate da pilastri che sostengono la volta a crociera a sesto acuto ribassato, conserva affreschi quattrocenteschi e settecenteschi e finestre gotiche con vetrate policrome. Sulla sinistra si apre la cappella dedicata alla Vergine dei Lattani, con cupola affrescata, che ospita una statua di Madonna con Bambino in pietra basaltica, ricoperta da pittura policroma, forse attribuibile al IX secolo. Il convento presenta una facciata con porticato ad archi e all'interno un chiostro rettangolare con archi ogivali sorretti da colonnine, di varia forma, su due piani. Si conservano affreschi seicenteschi eseguiti dal padre Tommaso di Nola. Sul chiostro si apre il refettorio.
Il cosiddetto edificio del "Protoconventino" si affaccia sul cortile interno con un loggiato su due piani, aperto verso la valle con finestre, quella inferiore decorata da un rosone.
Nel cortile si trovano anche una fontana in pietra e sul lato verso il monte una fontana quattrocentesca decorata nel 1961 da una raffigurazione in ceramica policroma.

## Galleria d'immagini

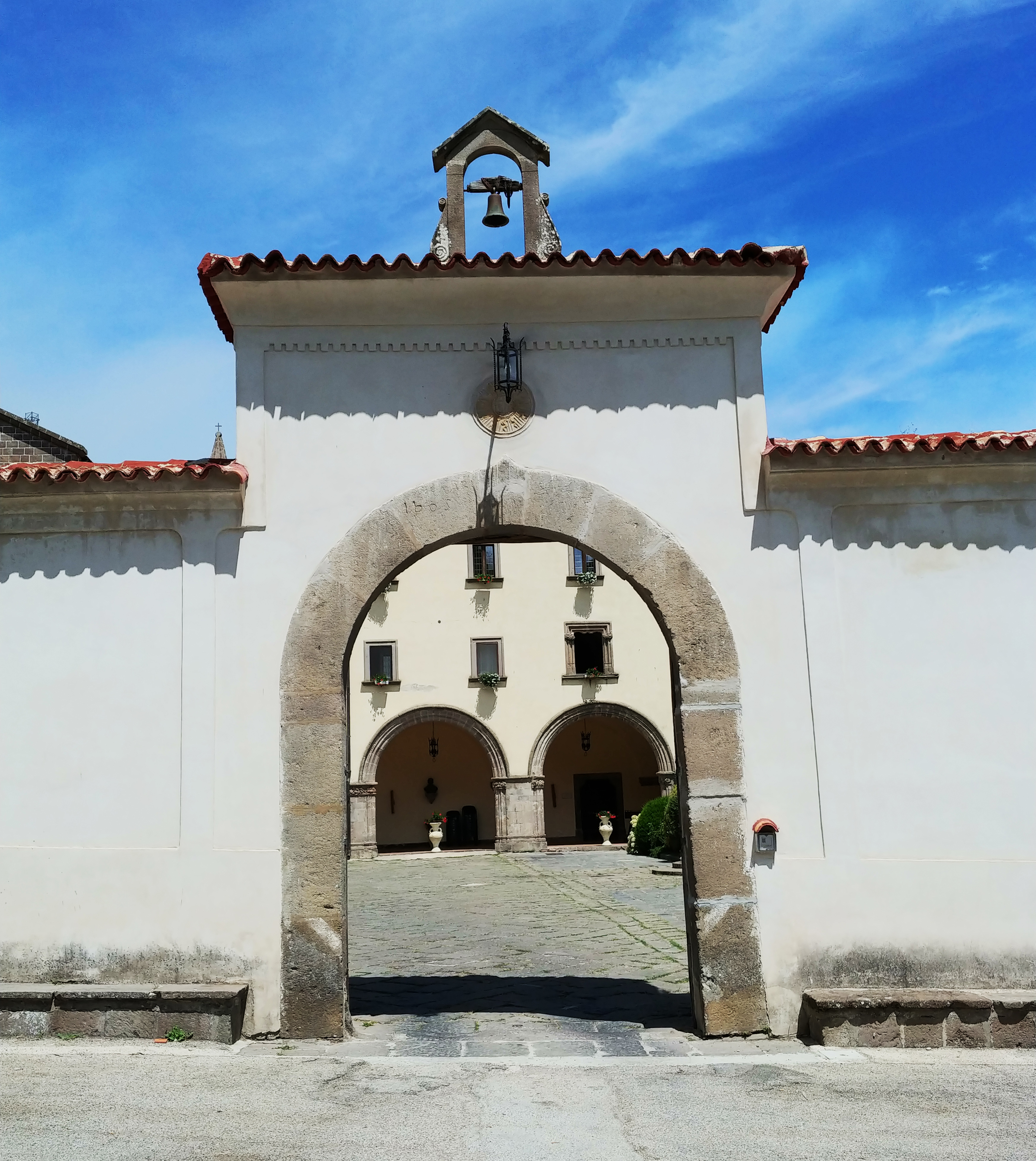
Ingresso
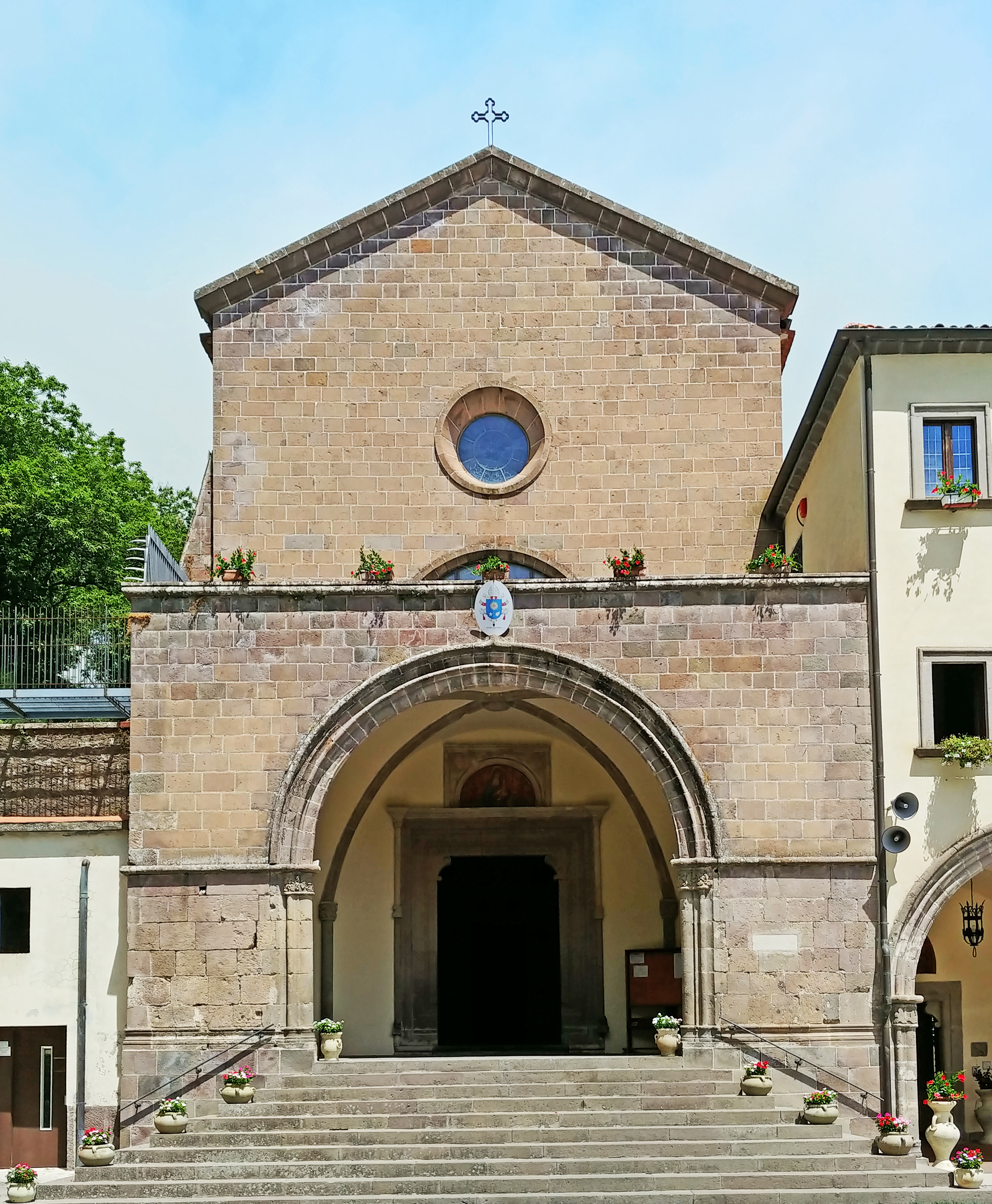
Facciata della basilica
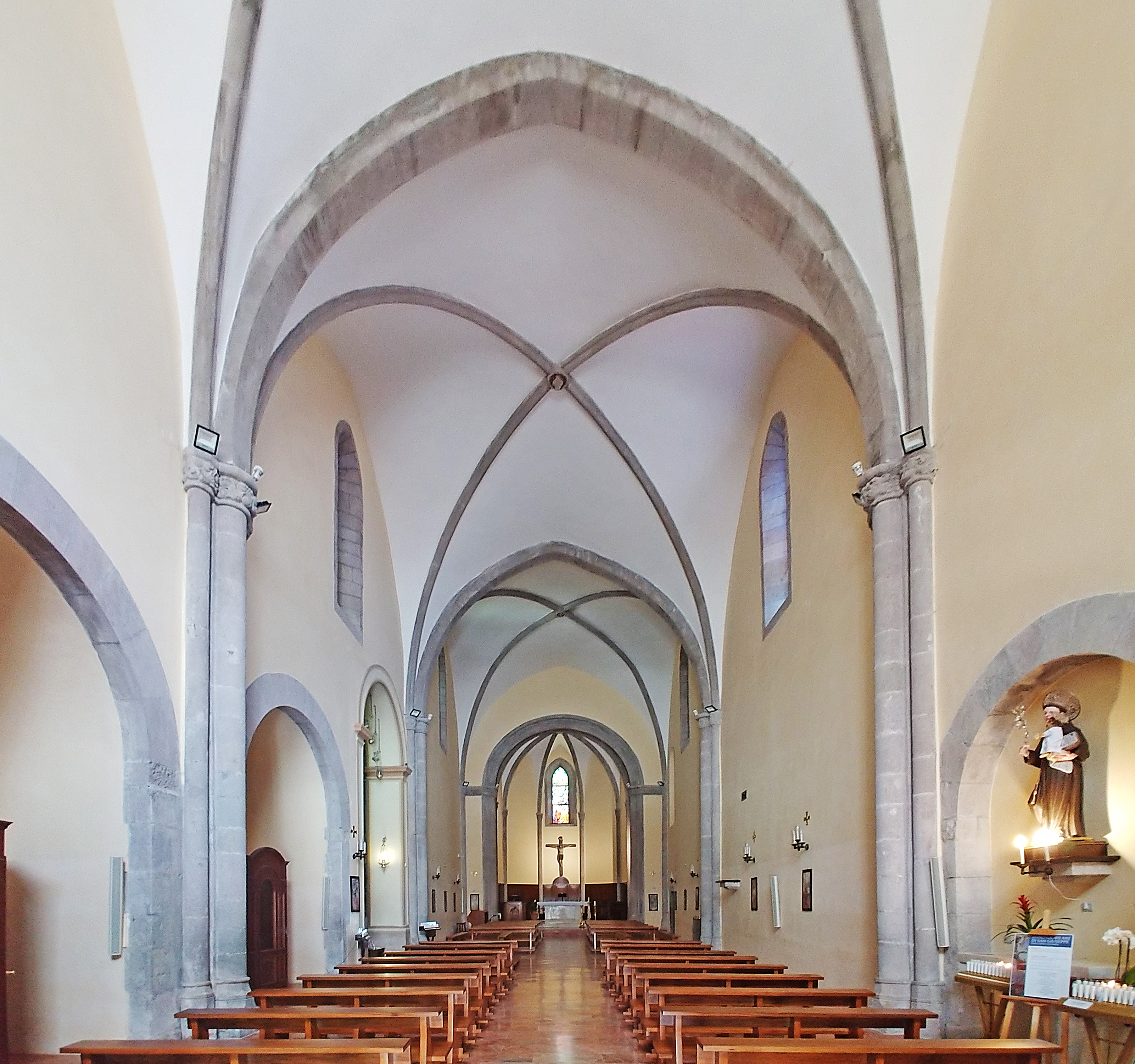
Interno
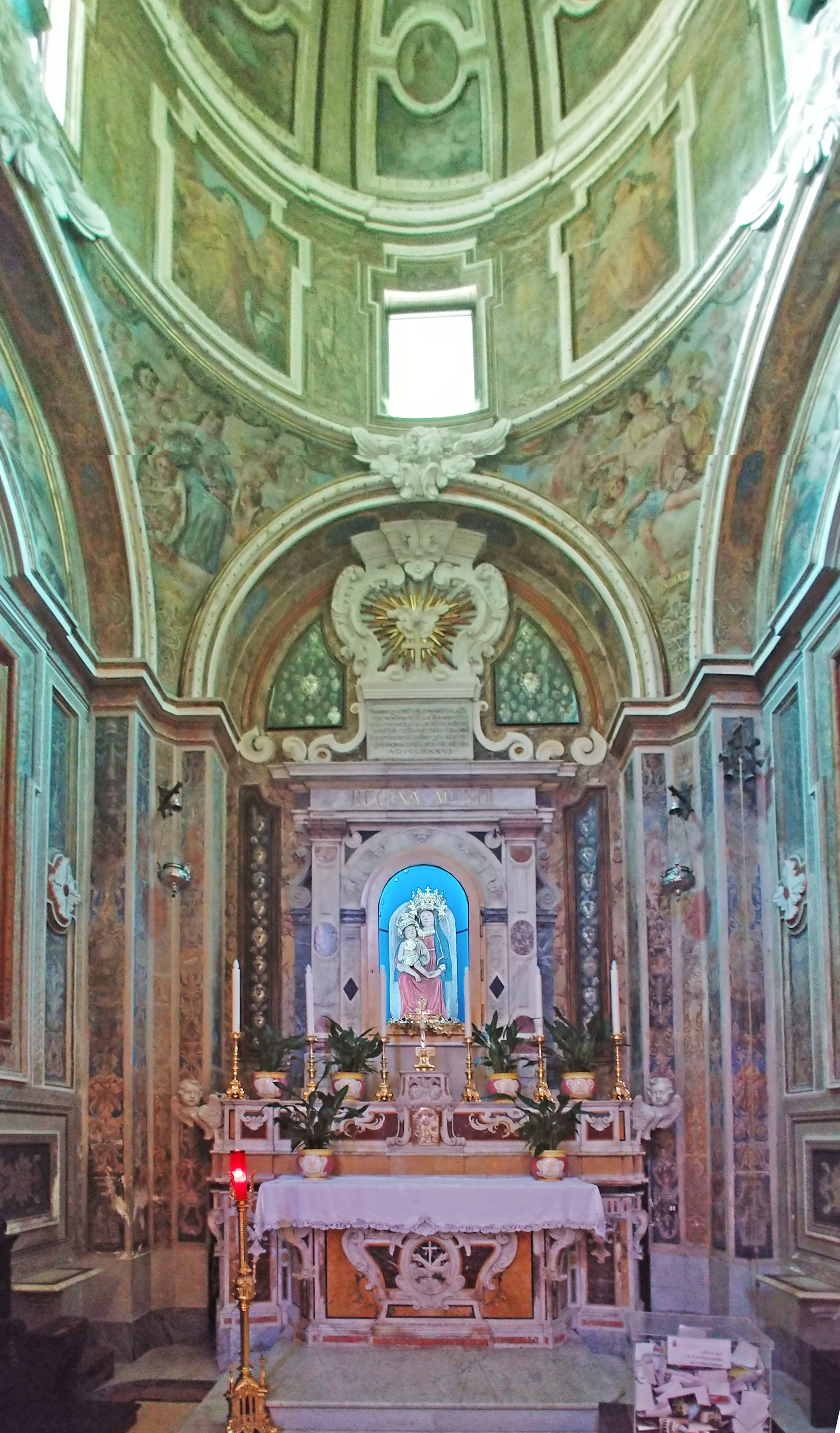
Cappella della Madonna
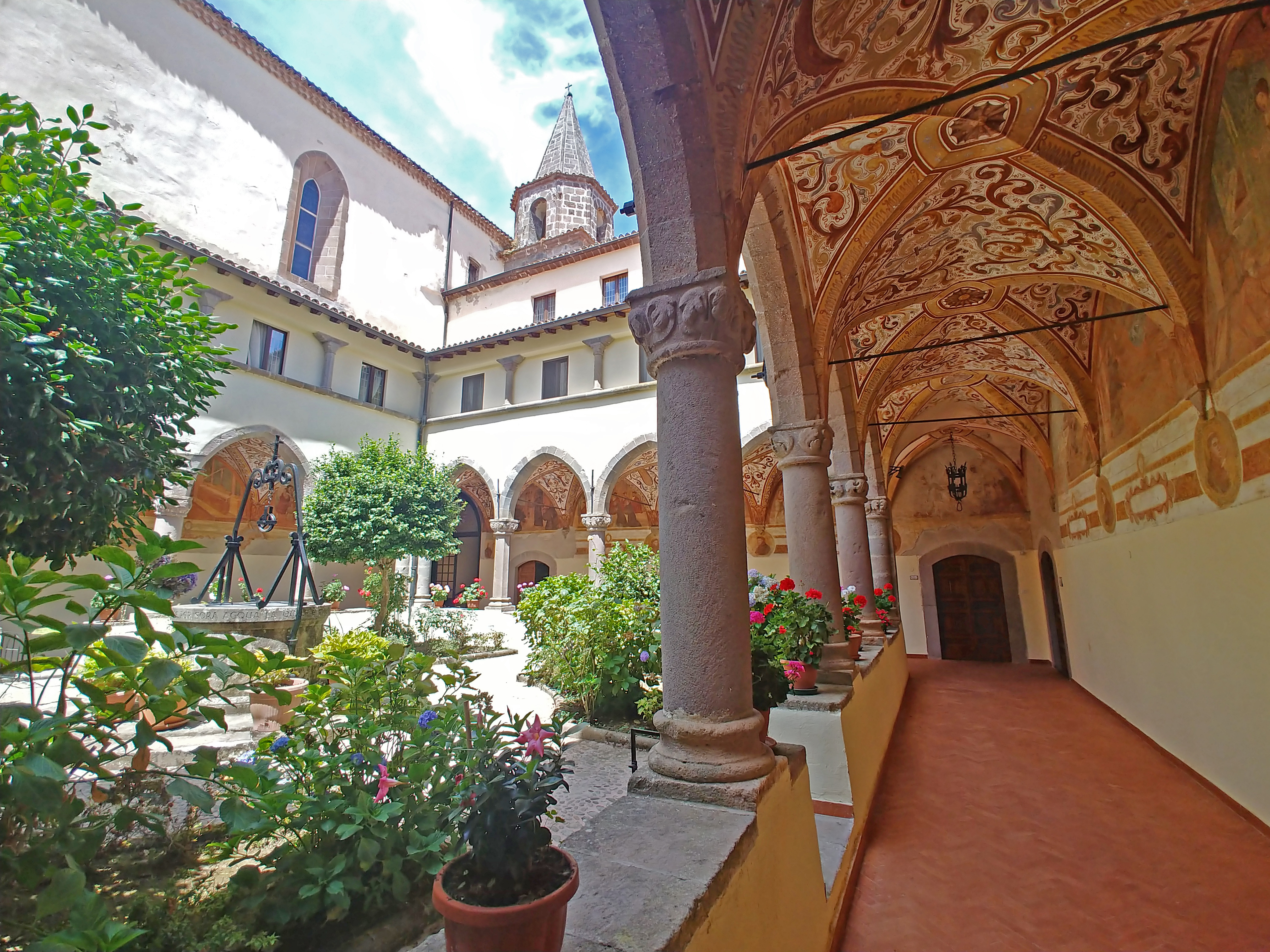
Chiostro
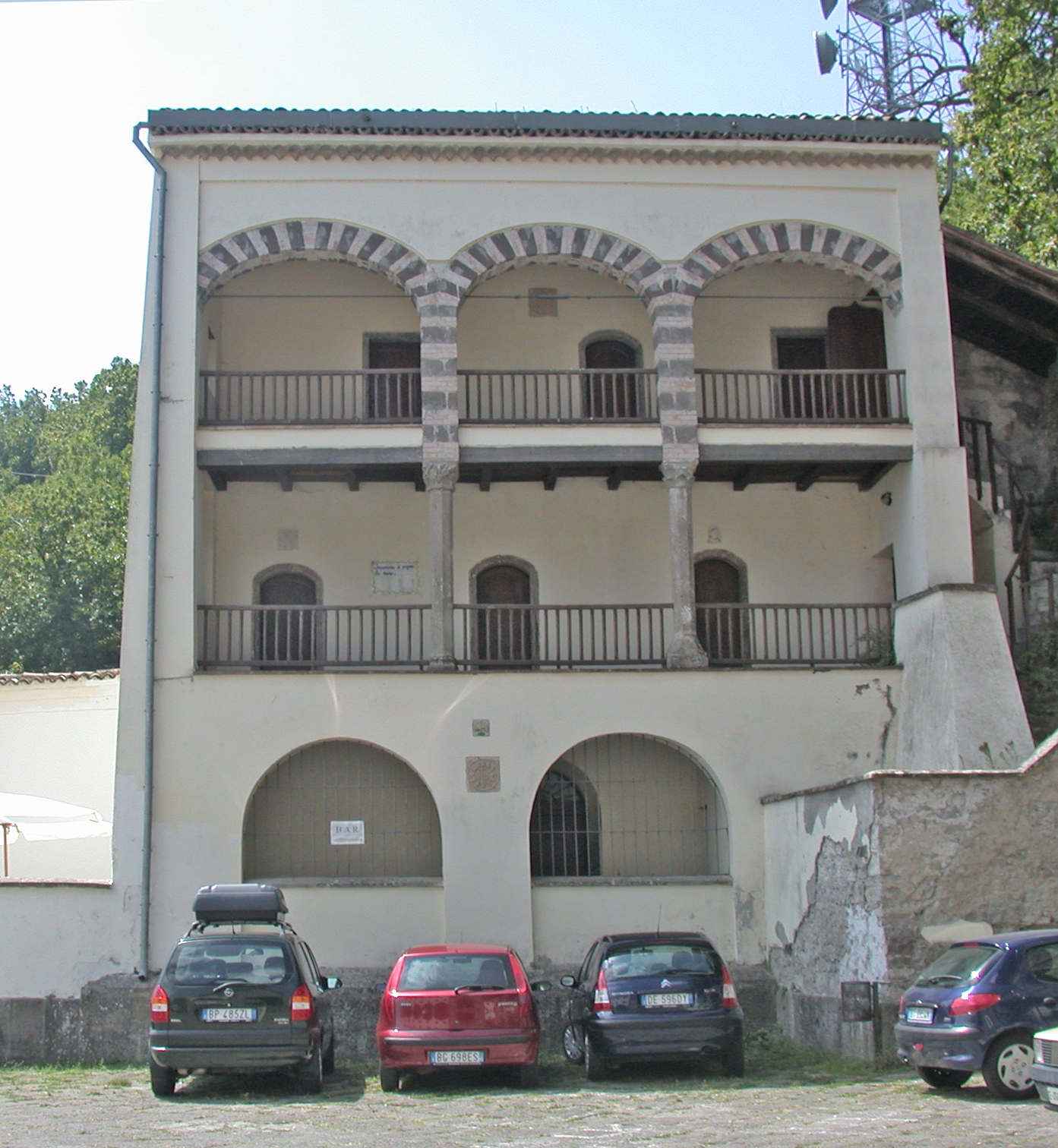
Protoconventino